# Püspökkút

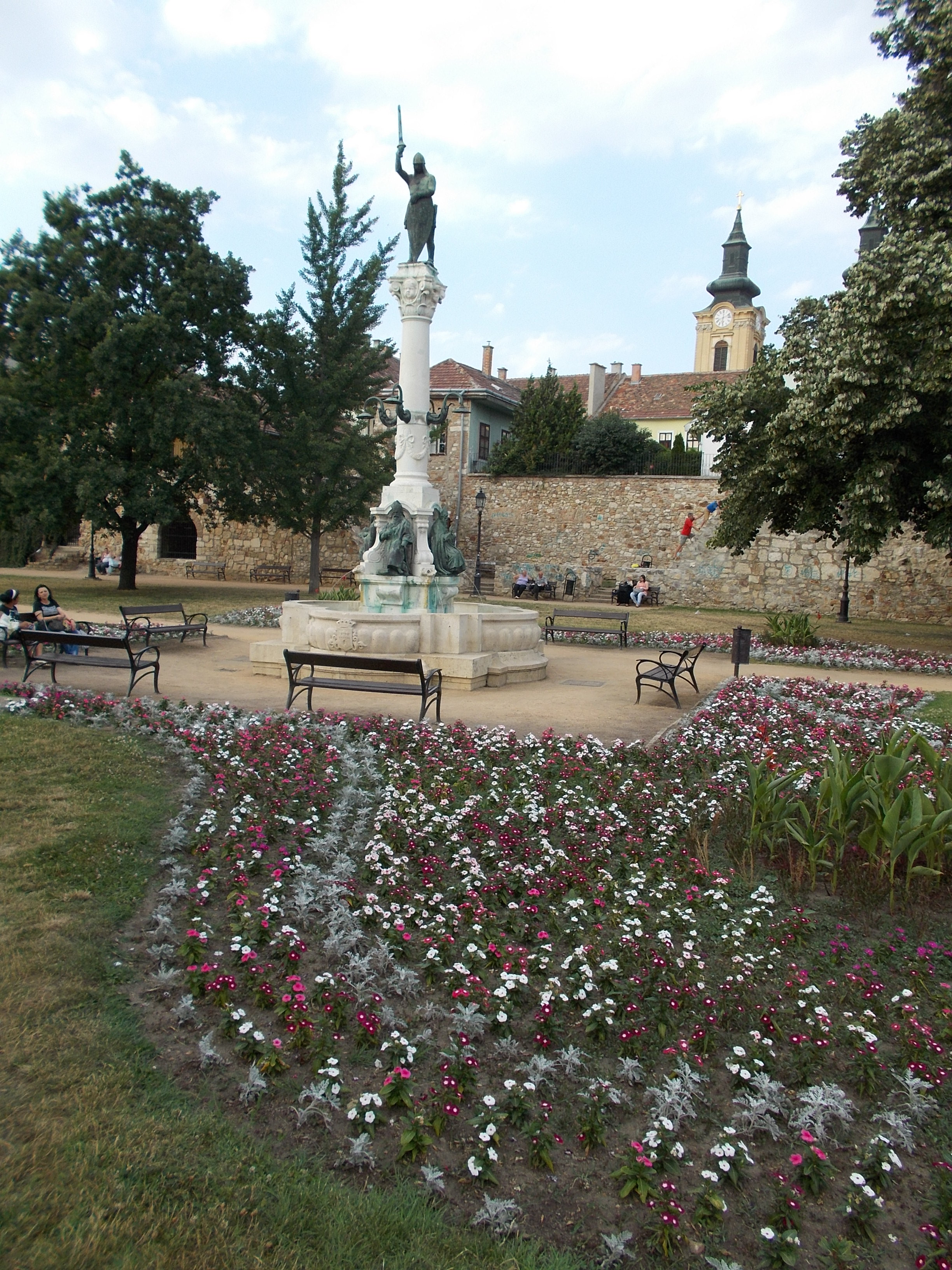
Bory Jenő: Püspökkút

Bory Jenő Püspökkút című emlékoszlopa Székesfehérváron a Piac téren, a buszpályaudvar mellett áll. A kutat 1928. június 24-én avatták fel az Országalma helyén. A vasútállomás előtti tér 1937-es átalakításakor oda helyezték át. A háború után a püspökszobrokat eltávolították róla. 1972-ben Székesfehérvár millenniumának évében került eredeti formájában a mai helyére. A kút alakjai feles életnagyságúak.

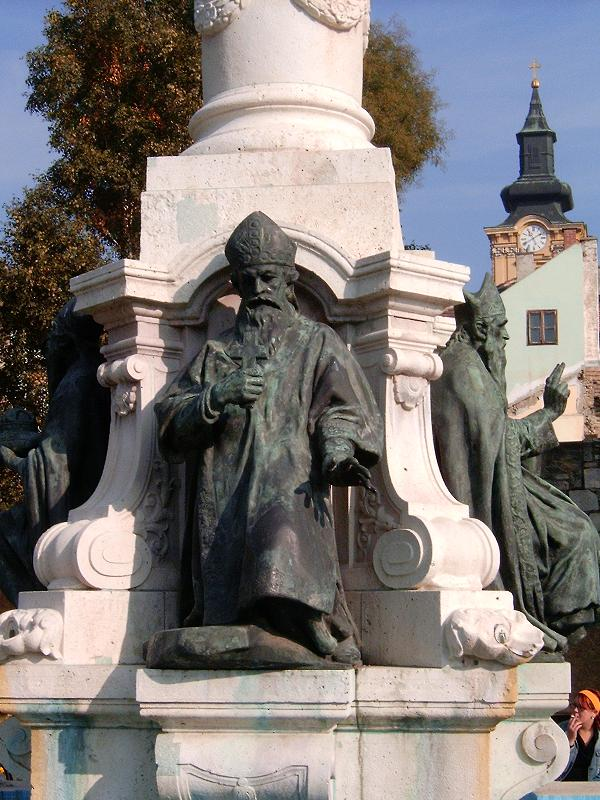
Püspökkút részlet 1. nyugat: Boldog Mór pécsi püspök
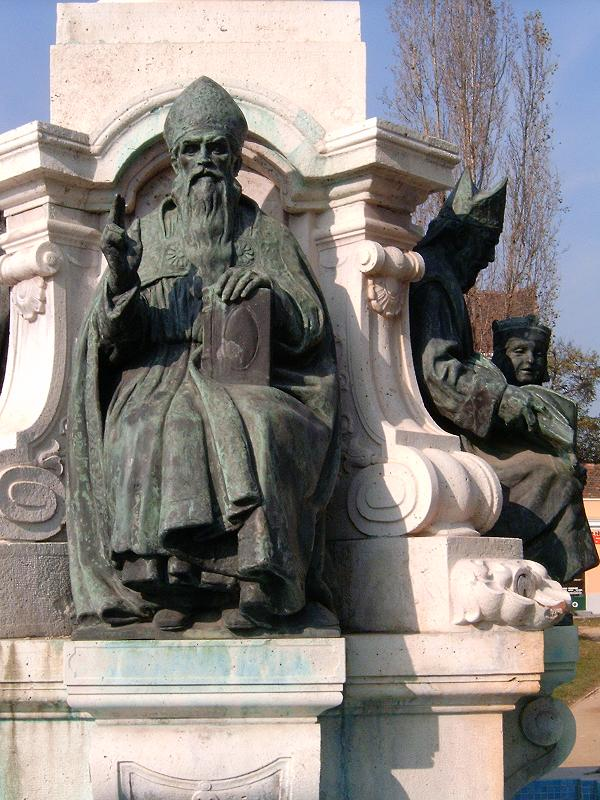
Püspökkút részlet 2. dél: Szent Adalbert vértanú, az első nagyobb hittérítő
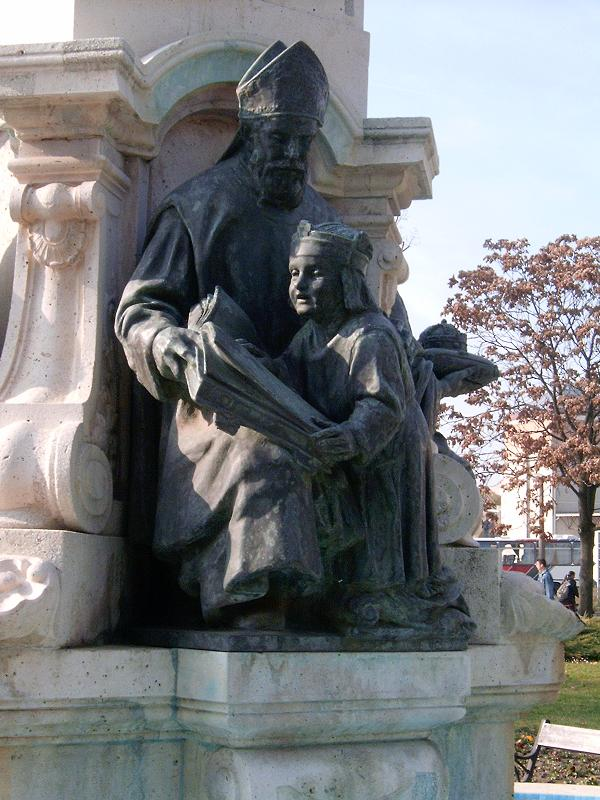
Püspökkút részlet 3. kelet Szent Gellért csanádi püspök – a gyermek Szent Imre nevelője
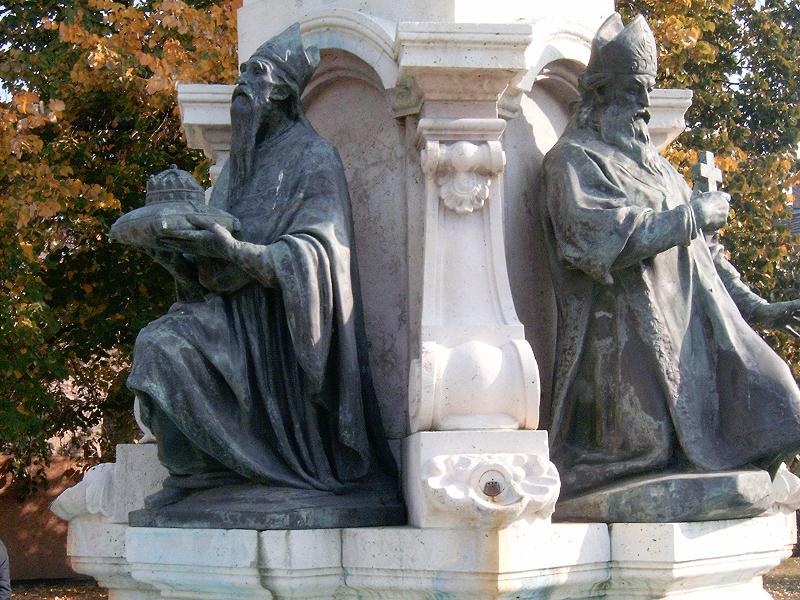
Püspökkút részlet 4. észak (baloldalt): Szent Asztrik pécsváradi apát, kalocsai érsek, a Szent Koronával